# Tyler Badie
Tyler Badie (New Orleans, 7 febbraio 2000) è un giocatore di football americano statunitense che milita nel ruolo di running back per i Denver Broncos della National Football League (NFL).

## Carriera

### Baltimore Ravens
Badie al college giocò a football all'Università del Missouri. Fu scelto dai Baltimore Ravens nel corso del sesto giro (196º assoluto) del Draft NFL 2022. Fu svincolato il 30 agosto 2022 e il giorno successivo rifirmò con la squadra di allenamento.

### Denver Broncos
Il 29 dicembre 2022 Badie firmò con i Denver Broncos. Con essi debuttò nell'ultimo turno della stagione 2022, in cui segnò un touchdown su un passaggio da 24 yard del quarterback Russell Wilson contro i Los Angeles Chargers.